# Mobilidade urbana no município de São Paulo
A mobilidade urbana no município de São Paulo é caracterizada por um sistema de transportes complexo, composto de diversas variáveis e subsistemas. Diariamente, movimentam-se na cidade indivíduos oriundos dos vários municípios que formam a Região Metropolitana de São Paulo, de forma que a questão da mobilidade nesta cidade engloba necessariamente a escala metropolitana e regional. Além disso, a cidade é conhecida pela convergência de diversas rodovias estaduais e federais, com destinos outros que não a cidade, de forma que sistemas de transporte de carga com destinos e origens diferentes de São Paulo passam obrigatoriamente pela cidade. O transporte em São Paulo é vulgarmente chamado caótico (título criticado por especialistas, devido à superficialidade com que a questão é tratada),[carece de fontes?] sendo um dos principais itens de campanha política de vários dos principais políticos do Município em períodos eleitorais.

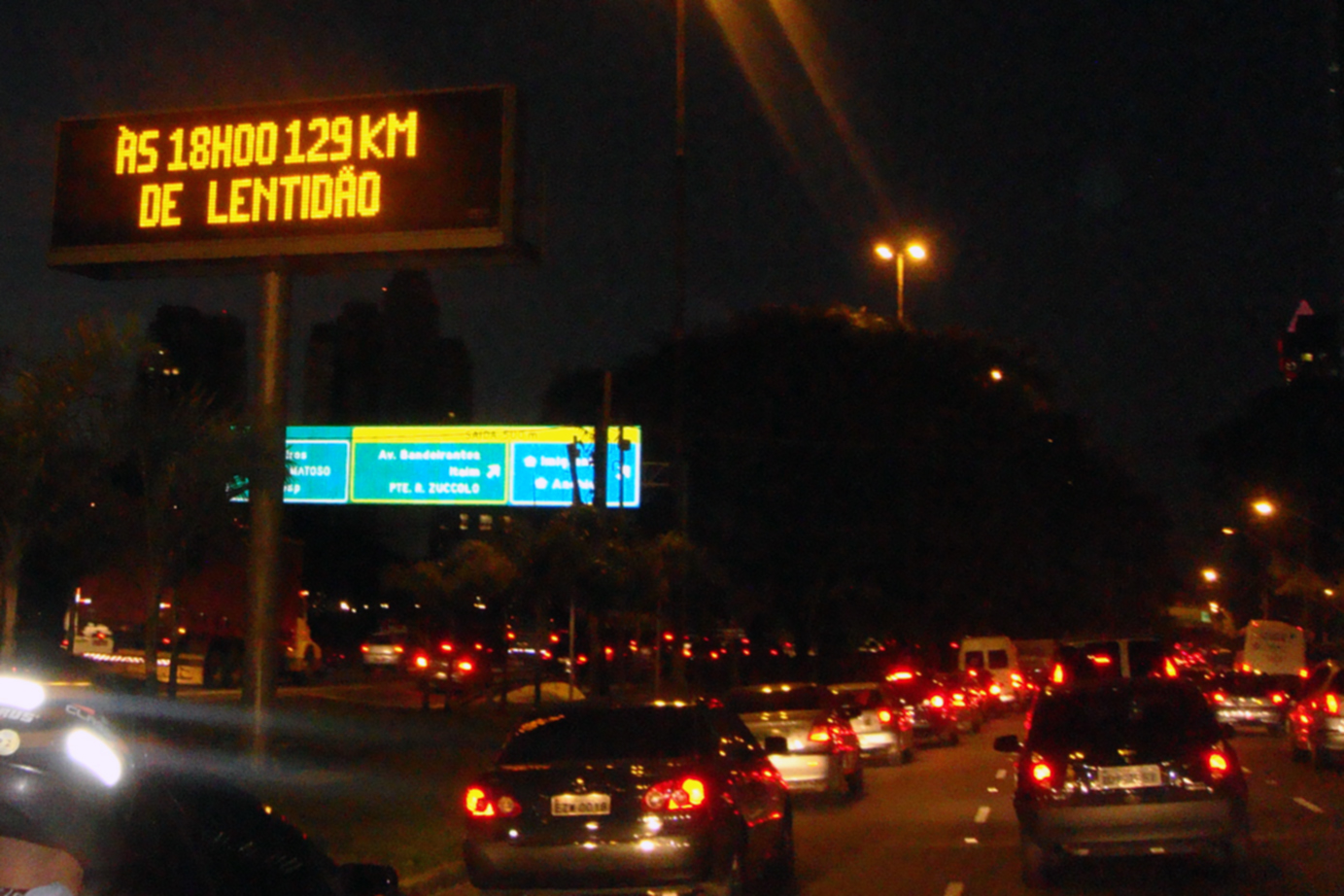
Congestionamento na Marginal Pinheiros, São Paulo

A cidade de São Paulo tem como uma de suas características, os grandes congestionamentos em suas principais vias e o transporte coletivo tem um papel fundamental no dia-a-dia da metrópole. São Paulo conta com uma imensa estrutura de linhas de ônibus, com uma frota de mais de 14 000 unidades, sob responsabilidade da SPTrans. Os trens da CPTM, o Metrô, a EMTU-SP e o sistema de interligação entre eles completam o sistema municipal e estadual de transporte na cidade. Informalmente também nota-se o uso de lotações clandestinas para o transporte do excedente de passageiros que o transporte existente não tem capacidade de atender.

## Divisão modal
De acordo com pesquisa feita em 2007 pelo Metrô de São Paulo, dos 23,5 milhões de deslocamentos feitos diariamente na cidade de São Paulo, 30,8% são feitos a pé, 28,3% de ônibus (público, fretado ou escolar), 28% de carro particular, 10,1% de metrô ou trem, 1,7% de moto, 0,6% de bicicleta, 0,3% de táxi, e 0,1% outros.
De acordo com os mesmos dados, o ápice do uso do transporte individual (carro particular ou a pé) ocorreu em 2002; entre 2002 e 2007, houve declínio em ambas os modos de deslocamento, com aumento correspondente do uso de transporte coletivo (ônibus, trem e metrô).

## Sistema viário
O sistema viário do município é notadamente heterogêneo (que possui natureza desigual e/ou apresenta diferença de estrutura) , especialmente do ponto de vista rodoviário. A cidade é cortada por duas grandes vias que têm papel estruturador, tanto na escala intra-urbana quanto na metropolitana: a Marginal Tietê e a Marginal Pinheiros. As duas avenidas são consideradas as principais "artérias" (ou vias expressas) do município, sendo que a elas chegam diversas rodovias estaduais e federais.

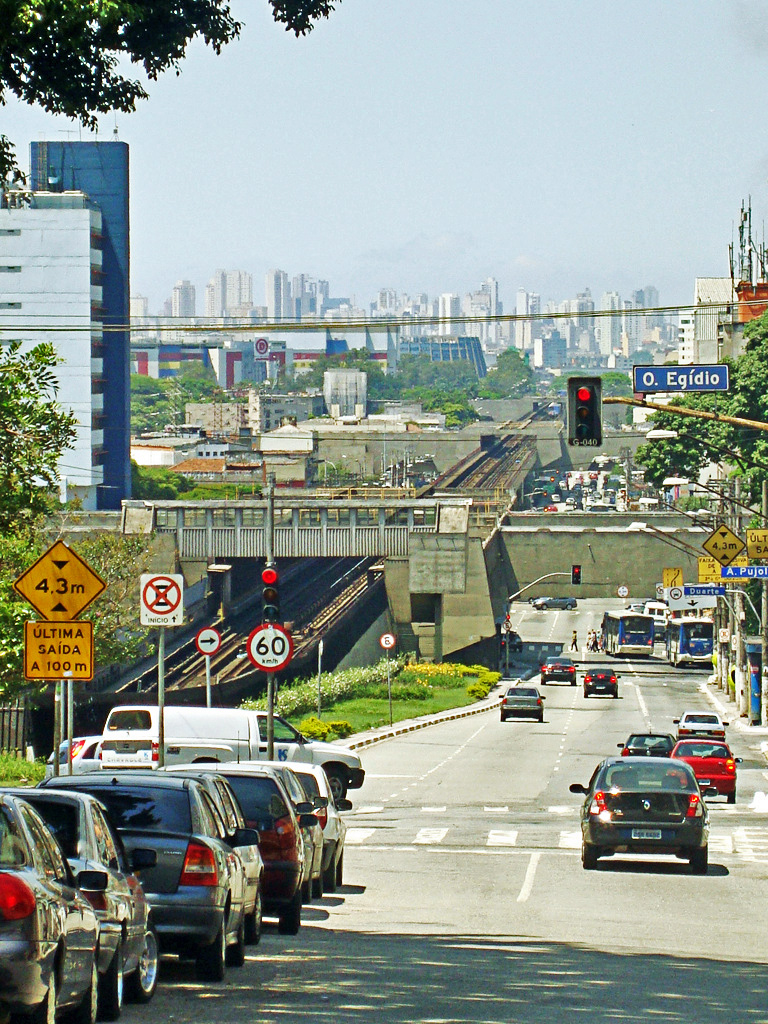
Avenida Cruzeiro do Sul e o Metrô.

O desenvolvimento rodoviário da cidade, ao longo da história, tem origens variadas, mas muitas das atuais características da estruturação viária paulistana encontram referências no ideário proposto pelo Plano de Avenidas de Prestes Maia, um projeto urbanístico discutido longamente e parcialmente implementado durante as décadas de 1930 e 40, que propõe uma série de anéis viários em camadas gradativas a partir do Centro Histórico. Estes anéis seriam ligados por vias estruturadoras (como pela Avenida 9 de Julho, por exemplo). Observando-se a atual malha viária da cidade, é possível detectar semelhante raciocíno, composto por vias de organização radial, através da importância que as seguintes vias possuem: avenida 23 de Maio, avenida Radial Leste, avenida Rebouças, avenida Nove de Julho, avenida do Estado, avenida Prestes Maia, avenida Cruzeiro do Sul entre outras. Cada uma destas vias constituem diferentes eixos de estruturação da cidade.

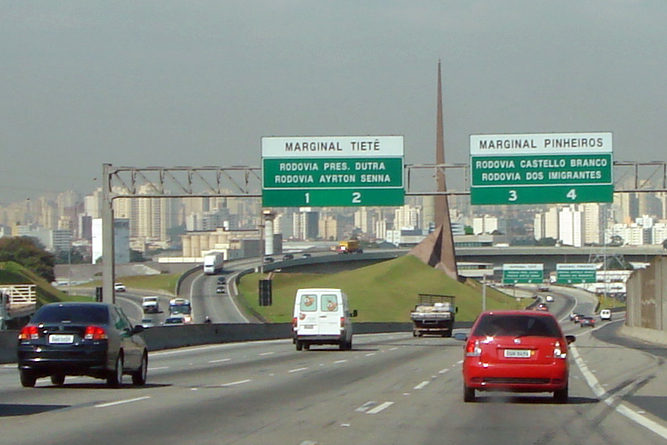
Rodovia dos Bandeirantes na entrada da cidade de São Paulo. A rodovia liga a cidade ao interior paulista.

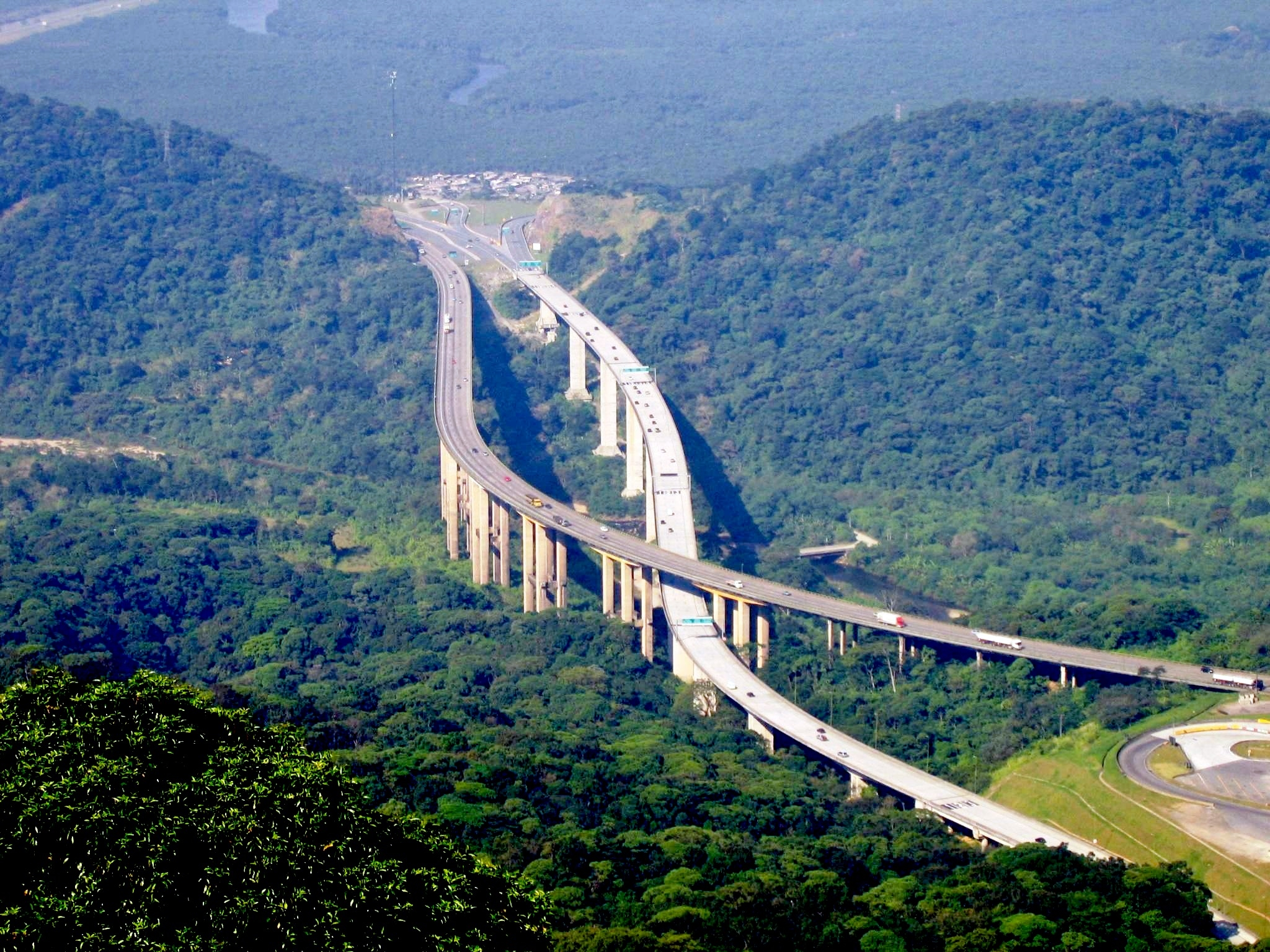
Trecho da Rodovia dos Imigrantes que liga a cidade à Baixada Santista.

### Rodovias
Para entrar ou sair da cidade, utiliza-se o grande número de estradas que cortam ou desembocam na cidade. As principais são:
Grandes rodovias
- Rodovia Presidente Dutra (Guarulhos, São José dos Campos, Rio de Janeiro)
- Rodovia Fernão Dias (Atibaia, Bragança Paulista, Belo Horizonte)
- Rodovia Ayrton Senna (Aeroporto Internacional, Caraguatatuba)
- Rodovia dos Imigrantes (Diadema, São Vicente, Praia Grande)
- Rodovia Anchieta (São Bernardo do Campo, Santos)
- Rodovia Anhanguera (Campinas, Ribeirão Preto, Brasília)
- Rodovia dos Bandeirantes (Campinas, Aeroporto de Viracopos, Piracicaba)
- Rodovia Castelo Branco (Osasco, Barueri, Sorocaba)
- Rodovia Raposo Tavares (Cotia, São Roque, Sorocaba)
- Rodovia Régis Bittencourt (Registro, Curitiba)
- Rodoanel Mário Covas

Pequenas estradas
- Rodovia Henrique Eroles (Estrada velha São Paulo-Rio)
- Rodovia Tancredo Neves (Estrada velha de Campinas)
- Estrada dos Romeiros (Estrada velha de Itu)
- Estrada Armando Sales (Estrada de Itapecerica)
- Rodovia José Simões Louro Junior (Estrada de Embu)
- Estrada Sezefredo Fagundes (Estrada velha de Bragança)
- Caminho do Mar (Estrada velha de Santos)

### Rodoanel

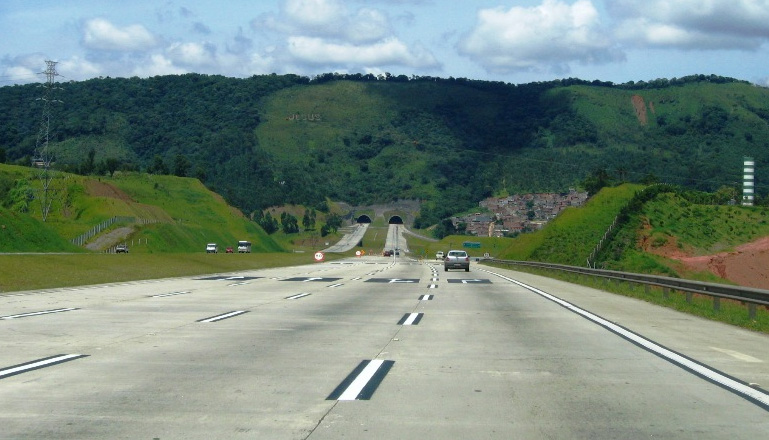
Rodoanel Mário Covas.

Desde a década de 1950 existia a ideia de um anel rodoviário que circundasse a cidade de São Paulo, evitando que ônibus, carros e caminhões fossem obrigados a trafegar dentro do perímetro urbano e aumentassem os crescentes congestionamentos da capital paulista. Apenas em 1998, depois de muitas tentativas fracassadas, o projeto começou a sair do papel partindo da iniciativa do governador da época, Mário Covas. Quando concluído o rodoanel será uma rodovia em formato circular em torno da Região Metropolitana de São Paulo com uma extensão de aproximadamente 170 km, interligando as principais rodovias que dão acesso à metrópole: Régis Bittencourt, Raposo Tavares, Castello Branco, Anhanguera, Bandeirantes, Fernão Dias, Dutra, Ayrton Senna, Anchieta e Imigrantes.

## Sistema cicloviário
São Paulo possui um sistema cicloviário em crescimento, embora ainda bastante tímido em comparação com as dimensões da cidade. Ele é composto de:
- Ciclovias propriamente ditas, ou seja, segregadas do tráfego de automóveis, geralmente instaladas junto a vias expressas, como na Avenida Paulista. Além disso, destacam-se três grandes ciclovias no município:
  - Ciclovia Rio Pinheiros, com 21.5 km,[3] é a maior da cidade e ocupa a maior parte da margem direita do Rio Pinheiros. Seu acesso é complicado e pode ser feito apenas em pontos específicos, já que a linha está isolada do trafégo de pessoas e de veículos pela Marginal Pinheiros e pela Linha 9 do Trem Metropolitano de São Paulo. A ciclovia também não opera durante a noite;[3]
  - Ciclovia Radial Leste, com 12 km, corre em paralelo à avenida de mesmo nome, ligando as estações de metrô e trem Tatuapé e Corinthians-Itaquera.[4]
  - Ciclovia Várzeas do Tietê, com 11,41 km, corre em paralelo ao Rio Tietê, ligando o Parque Ecológico do Tietê ao Parque Jacuí, ambos localizados na Zona Leste de São Paulo;[5]
- Ciclofaixas, similares à ciclovias, porém sem separação física do trânsito de automóveis, como as instaladas no bairro de Moema;[6]
- Ciclorrotas, vias de trânsito compartilhado entre bicicletas e automóveis, onde a sinalização marca preferência das bicicletas. Podem ser encontradas no Brooklin e em Moema.[7]
- Ciclofaixas de lazer, acessíveis somente aos domingos e feriados e em determinados horários.
- Bicicletários públicos, mais comumente encontrados junto à estações de trem e metrô.

## Aeroportos
São Paulo possui dois aeroportos:

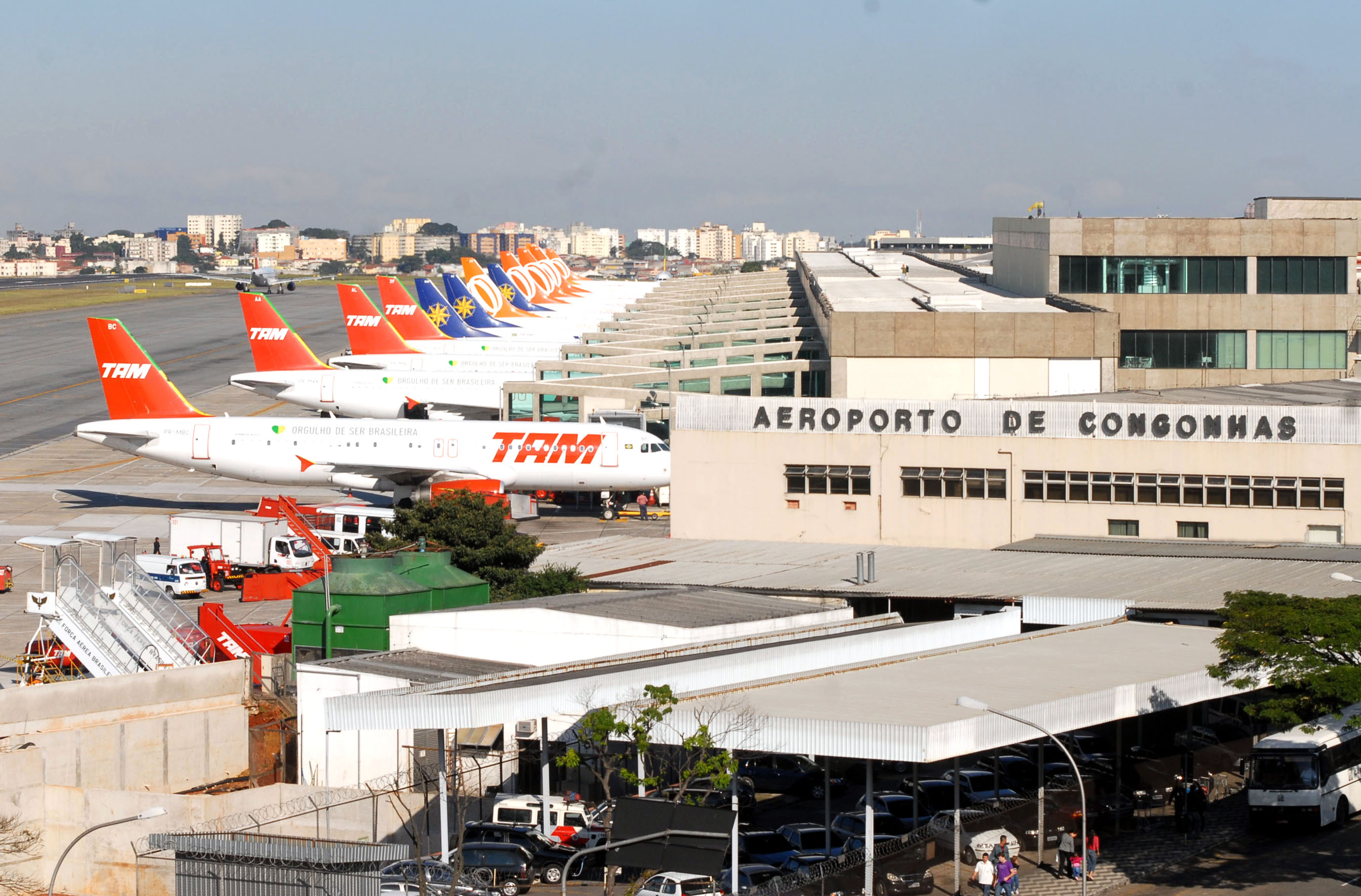
Aeroporto de Congonhas.

- Aeroporto Internacional de Congonhas, é o segundo mais movimentado aeroporto do Brasil, localizado no distrito do Campo Belo, distante 8 km do marco zero da capital paulista.
- Aeroporto Campo de Marte, localizado na zona norte da cidade, no bairro de Santana. Foi o primeiro terminal aeroportuário da cidade, sendo que não conta mais com linhas comerciais regulares, predominando o tráfego de helicópteros e aviões de pequeno porte, a denominada aviação geral. É o quinto aeroporto mais movimentado do país.

Além desses, o município é servido pelo Aeroporto Internacional de Guarulhos, o principal e o mais movimentado aeroporto do Brasil, localizado na cidade de Guarulhos, no bairro de Cumbica, distante 25 quilômetros do centro de São Paulo. É o principal aeroporto que serve a cidade.

## Transporte público
Os sistemas de transporte público também apresentam certa heterogeneidade e, eventualmente, alguma contrariedade. São comuns críticas ao sistema no sentido de que os vários sistemas que o compõem não respondem a uma mesma autoridade de planejamento, o que resultaria em situações paradoxais e duplicação de esforços.[carece de fontes?] Tal fato se deve, primariamente, pelo fato dos dois principais meios de transporte público (o metrô e os ônibus) serem administrados por esferas diferentes: o CMSP, a CPTM e a Empresa Metropolitana de Transportes Urbanos de São Paulo, são empresas cujo sócio principal é o Estado de São Paulo, enquanto o sistema de ônibus municipais (composto por diversas empresas particulares) responde à SPTrans, entidade municipal.

### Sistemas de transporte rápido

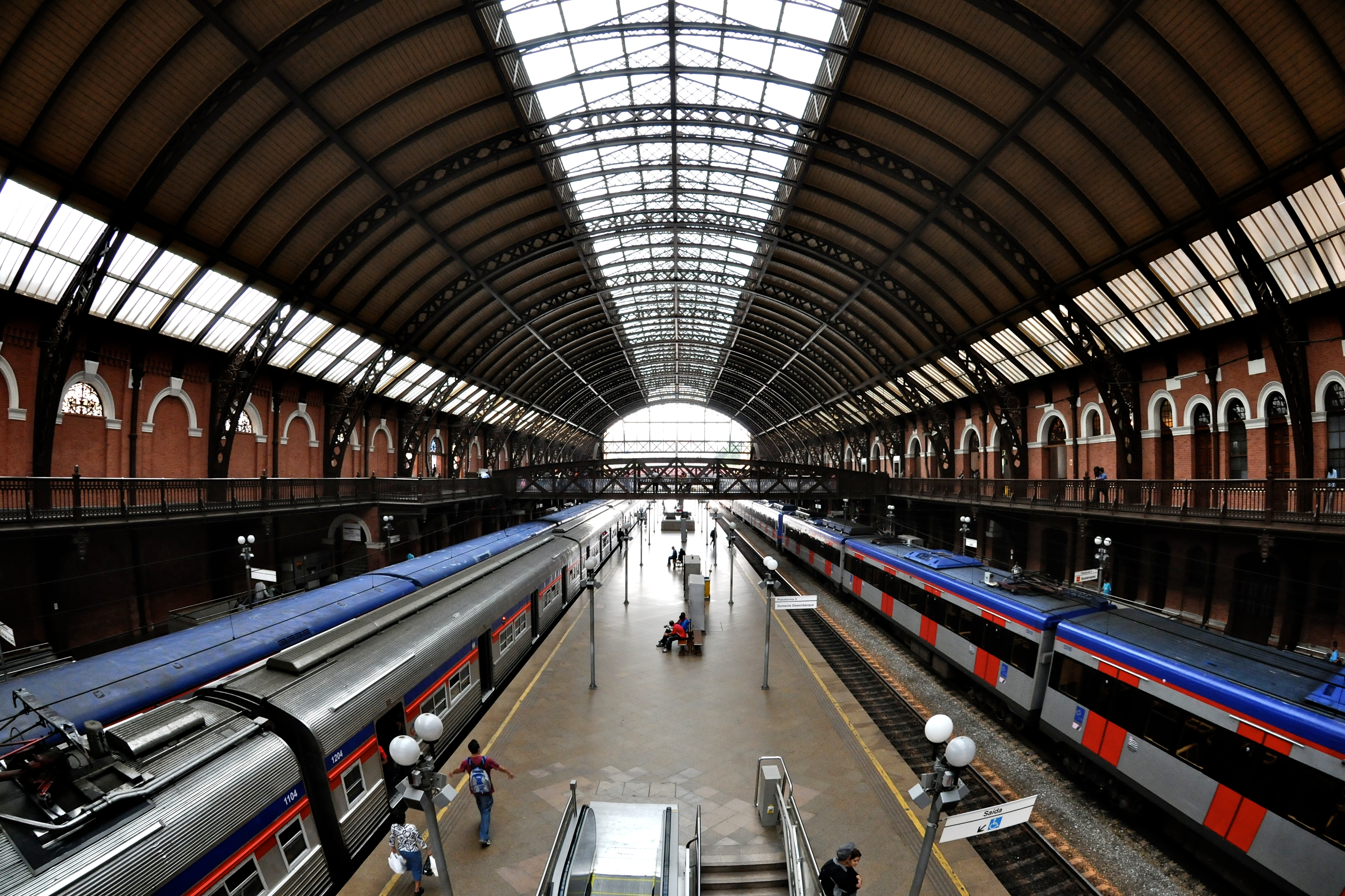
Estação da Luz, um importante terminal ferroviário e metroviário localizado no centro de São Paulo.

São Paulo tem três sistemas de transporte rápido. São eles:
- O Metrô, tem seis linhas operacionais, das quais quatro completas (1-Azul, 3-Vermelha, 4-Amarela e 5-Lilás) e duas em expansão (2-Verde rumo à Penha e 15-Prata rumo à Jacu Pêssego), mais duas em construção (6-Laranja e 17-Ouro) e outras em planejamento;
- O sistema do Trem Metropolitano de São Paulo operado pela CPTM e ViaMobilidade, com sete linhas que atendem regiões da capital que não são alcançadas pela malha do Metrô, incluindo outras cidades da região metropolitana;
- O sistema de ônibus de pista-rápida: por toda a cidade existem diversas linhas de ônibus chamadas "Passa Rápido", um conceito de transporte urbano onde os pontos são no canteiro central e os ônibus tem porta à esquerda[8].

#### Transporte sobre trilhos

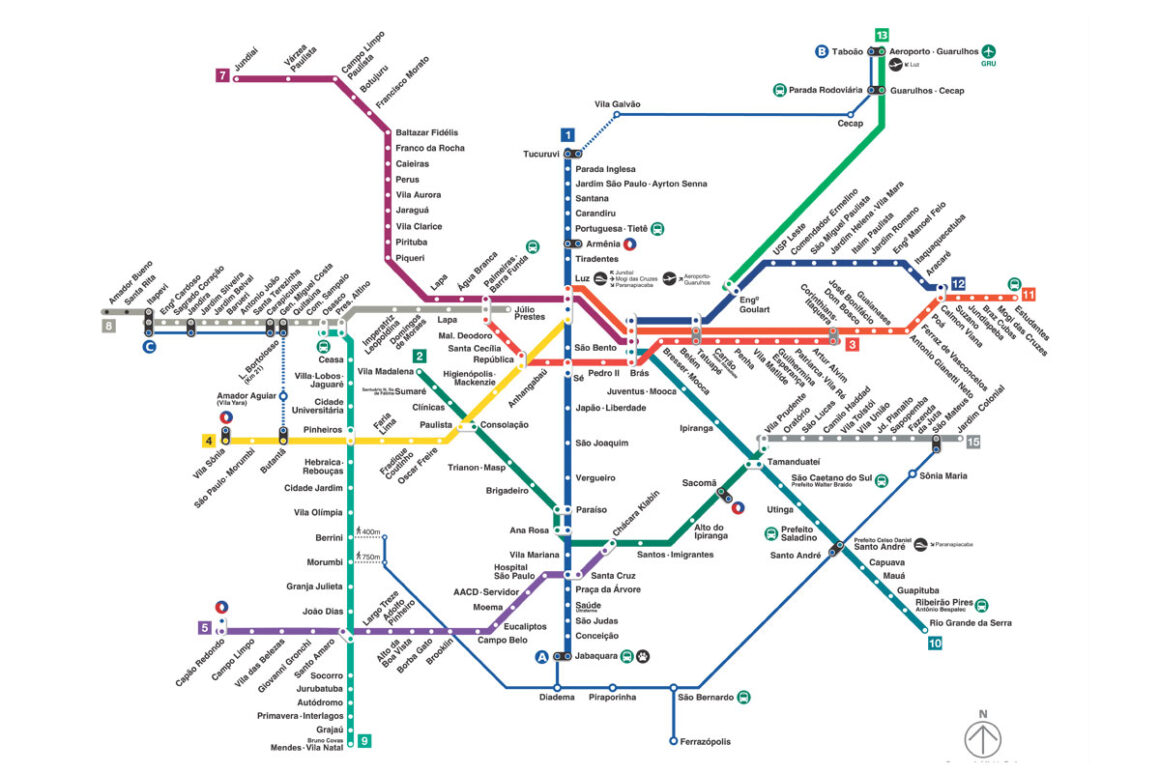
Mapa da rede metro-ferroviária de São Paulo

A malha metroferroviária é composta por 13 linhas e 374 quilômetros de extensão, sendo cerca de 229 quilômetros dentro dos limites do município de São Paulo. É operada em sua maior parte por duas empresas estaduais: São 101,1 quilômetros de linhas construídas pela CMSP, com 6 linhas em operação e 89 estações, além de 273 quilômetros em 7 linhas e 96 estações administradas pela Companhia Paulista de Trens Metropolitanos (CPTM). A CPTM e o Metrô transportam juntamente cerca de 7,8 milhões de pessoas em média por dia útil; algumas linhas subterrâneas que estão sendo construídas tendem a adicionar ainda mais passageiros ao sistema dentro dos próximos anos. Há também duas outras empresas, a ViaQuatro, que opera a Linha 4 - Amarela, e a ViaMobilidade, que opera a Linha 5 - Lilás, ambas em regime de Parceria-Público-Privada.
São administradas pela Companhia do Metropolitano as seguintes linhas:
- Linha 1 - Azul: (Jabaquara ↔ Tucuruvi) A primeira linha de metrô construída no Brasil, conecta a zona norte à zona sul da cidade. As conexões estão disponíveis para as linhas 2, 3, 4, 5, 7, 11 e 13 (serviço Expresso Aeroporto). Os terminais de ônibus do Tietê e Jabaquara também estão conectados à Linha 1-Azul.
- Linha 2 - Verde: (Vila Madalena ↔ Vila Prudente) A Linha Verde cruza a Avenida Paulista, e liga a Vila Prudente (no Ipiranga) à Vila Madalena; e faz a integração com as linhas 1, 4, 5, 10 e 15.

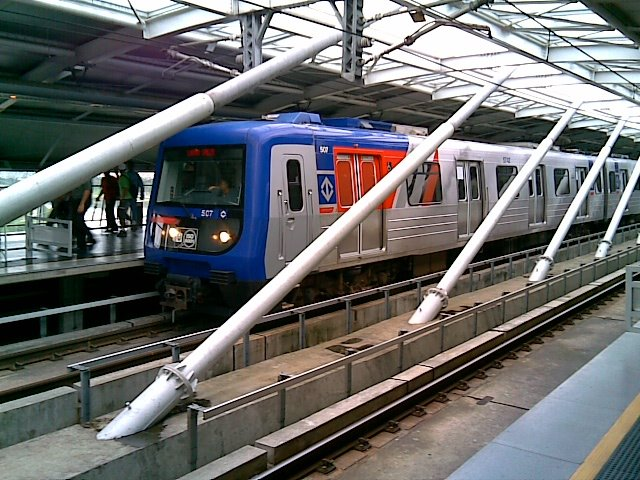
Frota F da Linha 5 do Metrô de São Paulo.

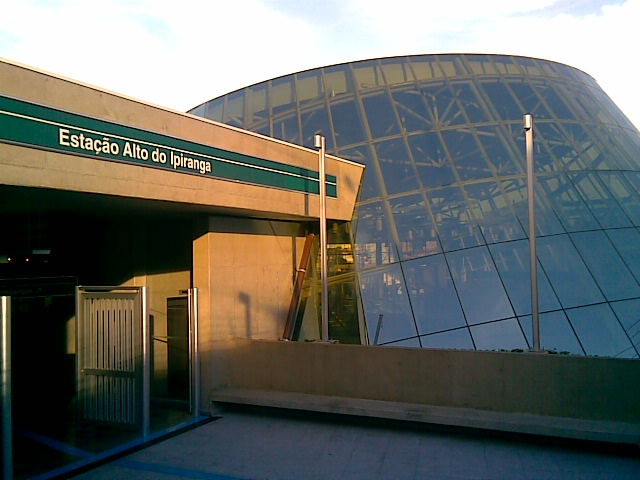
Estação Alto do Ipiranga do metrô.

- Linha 3 - Vermelha: (Palmeiras-Barra Funda ↔ Corinthians-Itaquera) Uma das linhas mais movimentadas de São Paulo, conecta a zona leste ao centro expandido. Existem conexões com as linhas 1, 4, 7, 8, 10, 11, 12 e 13 (serviço Connect). O terminal de ônibus da Barra Funda é interligado a essa linha.
- Linha 15 – Prata: (Vila Prudente ↔ Estação Jardim Colonial) Construída em forma de monotrilho, seu primeiro trecho foi entregue em 2014. Somente um trecho da linha está disponível (onze estações completas), conectando à Linha 2 na estação Vila Prudente. Parte do restante da obra está em projeto (Ipiranga - Vila Prudente e Jardim Colonial- Hospital Cidade Tiradentes).[12]

Construída pelo Consórcio Via Amarela, e operada pela ViaQuatro:
- Linha 4 - Amarela: (Vila Sônia ↔ Luz) Inaugurada em maio de 2010, a Linha 4 - Amarela conecta a zona oeste à Estação Luz, na zona central, em uma rota construída imediatamente abaixo das avenidas Consolação e Rebouças. Atualmente funciona com 11 estações. Essa linha possui conexões com as linhas 1, 2, 3, 7, 9, 11 e 13 (Expresso Aeroporto), e futuramente com a 6 e 17.

Operada pela ViaMobilidade:
- Linha 5 – Lilás: (Capão Redondo ↔ Chácara Klabin) Com construção iniciada pela CPTM e concluída pela CMSP, e que liga a zona sudoeste ao centro expandido. Toda a extensão da linha está disponível (dezessete estações completas distribuídas em 19,9 km), conectando-se às linhas 1, 2 e 9, além de passar por regiões como Itaim Bibi, Moema, Ibirapuera e Vila Clementino, com a estação Campo Belo que fará conexão com a linha 17 do monotrilho quando esta for entregue.
- Linha 17 - Ouro: (São Paulo-Morumbi ↔ Jabaquara e Congonhas) Também será em forma de monotrilho. Atualmente, está em obras.

Está em construção, com regime de operação e construção em formato de uma PPP:
- Linha 6 - Laranja: (Brasilândia ↔ São Joaquim)[13] Anunciada em março de 2008 pelo governador José Serra e pelo prefeito Gilberto Kassab, teve sua construção iniciada em Janeiro de 2015 e obras paradas em Setembro de 2016 por problemas de financiamento. [14]. Após idas e vindas, as obras foram retomadas em 2020[15]. Em sua primeira fase, prevê a ligação da Vila Brasilândia até a estação São Joaquim da Linha 1, no distrito da Liberdade, estando quase inteiramente dentro do centro expandido, passando por distritos como Perdizes, Consolação e Bela Vista. Terá conexões com as linhas 1, 4 e 7.

Além destas, também existem as linhas do Sistema de Trens Metropolitanos, administradas pela CPTM, as quais possuem intervalo superior às linhas da Companhia do Metropolitano, variando de 4 a 6 minutos nos horários de pico, dependendo da linha e trecho. A saber:
- Linha 7 - Rubi: (Brás ↔  Jundiaí) Atravessa toda a região noroeste do município de São Paulo e atinge outros municípios vizinhos como Caieiras e Franco da Rocha, tendo extensão operacional até Jundiaí. Aproveita os trilhos da antiga São Paulo Railway.

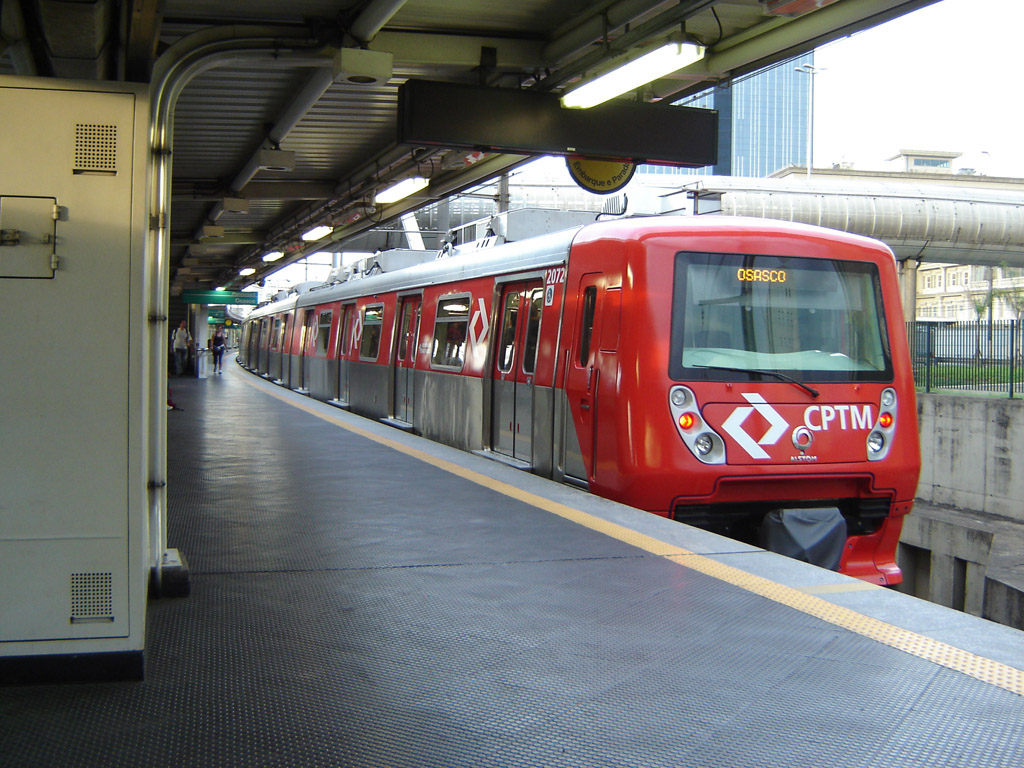
Trem da CPTM

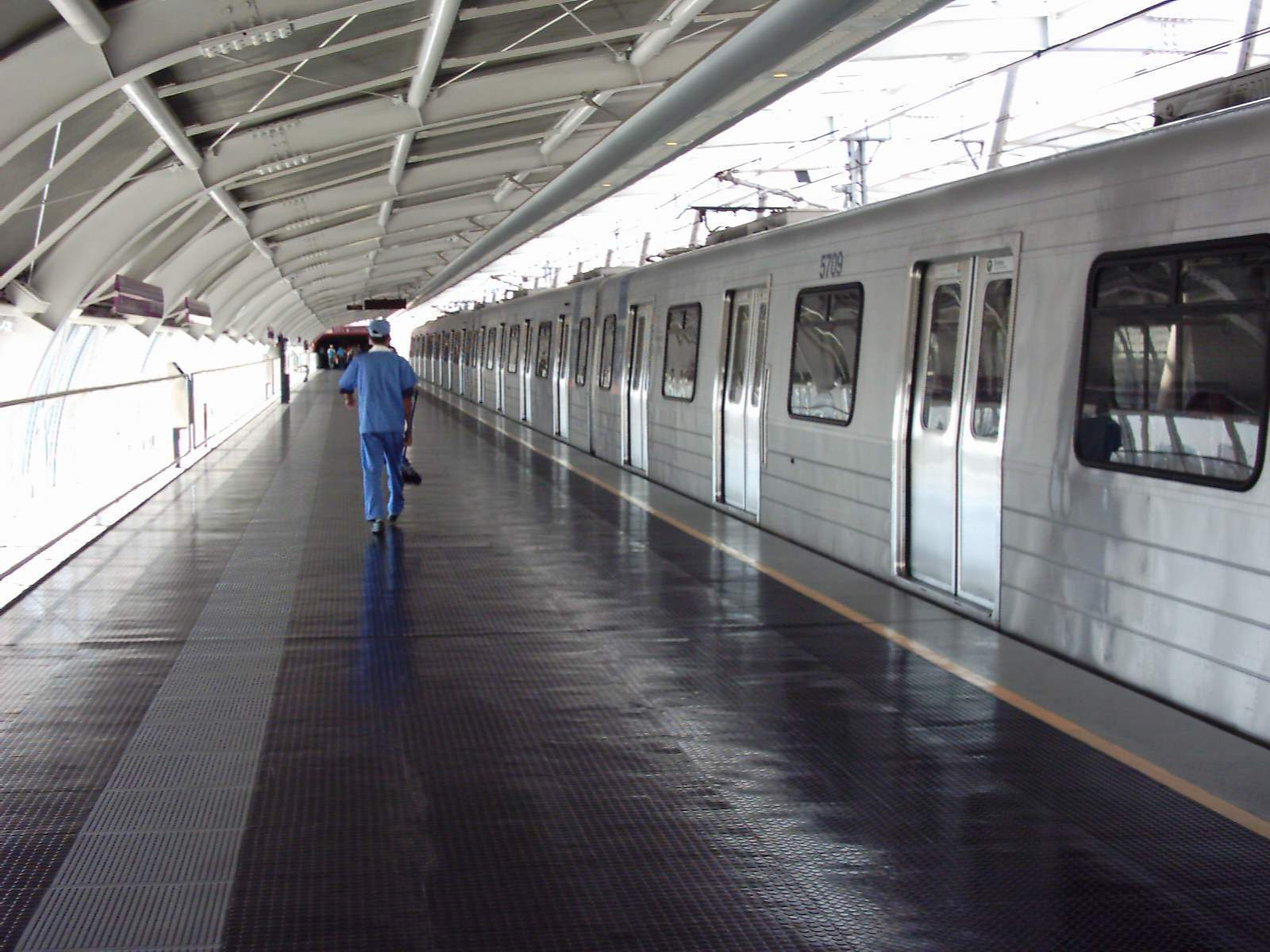
Estação Santo Amaro.

- Linha 8 - Diamante: (Júlio Prestes ↔ Itapevi ↔ Amador Bueno) Consecutiva à Linha 3 - Vermelha, cruza toda a região oeste do município de São Paulo e atravessa vários municípios da região metropolitana como Osasco, Carapicuíba, Barueri, Jandira e Itapevi.  Foi construída sobre os trilhos da Estrada de Ferro Sorocabana.
- Linha 9 - Esmeralda: (Osasco ↔ Bruno Covas/Mendes–Vila Natal)  Localizada ao longo da Marginal Pinheiros, conecta o distrito do Grajaú até o centro do município de Osasco, passando pelo autódromo de Interlagos e integrando-se com as linhas 4, 5 e 8. Esta linha encontra-se em expansão, com uma estação (Varginha) em construção, com estimativa de inauguração em 2024. Foi construída por sobre o leito do Ramal de Jurubatuba, da E.F. Sorocabana.
- Linha 10 - Turquesa: (Brás ↔ Rio Grande da Serra) É consecutiva à Linha 7 - Rubi, sendo também parte da antiga ferrovia São Paulo Railway. Tem seu ponto inicial na Estação Brás e atravessa a região do ABC paulista, tendo o ponto final no município de Rio Grande da Serra.
- Linha 11 - Coral: (Luz ↔ Estudantes) Também foi conhecida como Expresso Leste (apenas o trecho Luz ↔ Guaianazes) até o fim deste serviço em 2019, corre em paralelo à Linha 3 - Vermelha, formando uma via expressa desde o Tatuapé ate Itaquera, possuindo o ponto final em Estudantes, no município de Mogi das Cruzes. Foi construída sobre os trilhos da Estrada de Ferro Central do Brasil.
- Linha 12 - Safira: (Brás ↔ Calmon Viana) Cruza toda a região nordeste do 3município de São Paulo, possuindo o ponto final no município de Poá. Tem conexões com as linhas 3, 10, 11 e . Foi construída sobre os trilhos da Variante de Poá, da Estrada de Ferro Central do Brasil.
- Linha 13 - Jade: (Engenheiro Goulart ↔ Aeroporto-Guarulhos) Também chamada de Trem de Guarulhos. Liga São Paulo a Guarulhos.[16] É a única linha completamente construída e operada pela CPTM.[17][18] Além disso possui um serviço expresso denominado de Expresso Aeroporto, que interliga a Estação Aeroporto–Guarulhos com o Terminal Rodoviário Interestadual da Barra Funda, passando pela Luz e Brás.[19][20][21]

### Ônibus

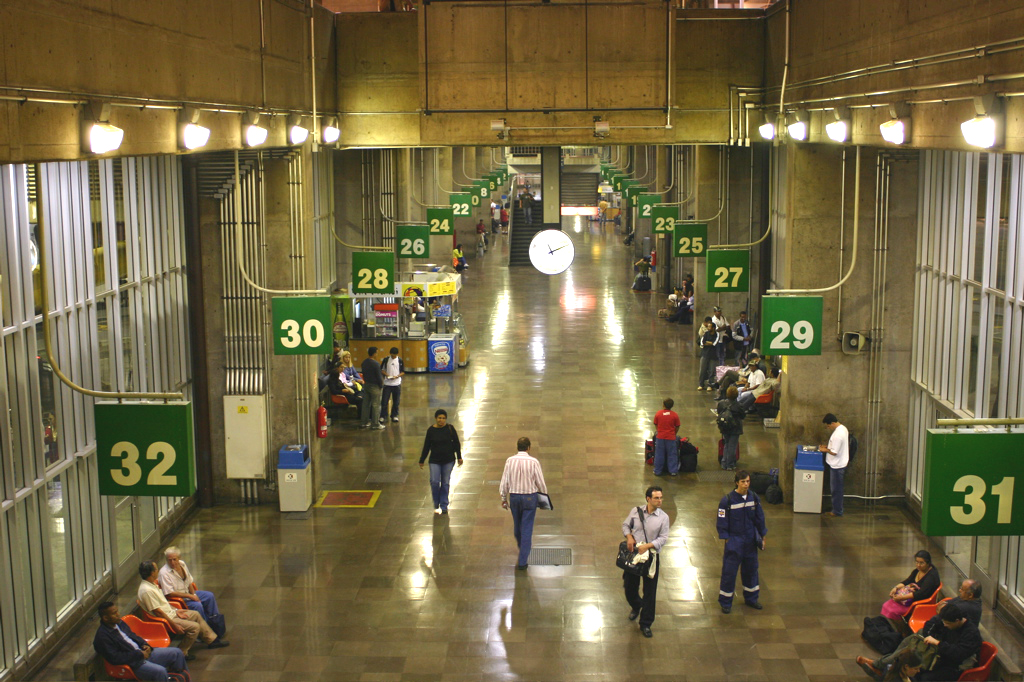
Terminal Rodoviário Tietê.

São Paulo possui uma frota de aproximadamente 15.000 ônibus de transporte público (que incluem aproximadamente 215 trólebus), coloridos de acordo com a região que atuam. Durante muitos anos, havia uma forte presença de vans ilegais em toda a cidade, mas ações públicas conseguiram registrar a maior parte desse tipo de transporte, implantando o mesmo sistema de cores utilizados nos ônibus.
Para ajudar na fluidez do tráfego foram construídos por toda a cidade corredores de ônibus, faixas que são de uso exclusivo desse tipo de transporte. Além dos corredores, a cidade conta com um sistema BRT denominado Expresso Tiradentes. Encontra-se em operação o trecho Sacomã - Parque Dom Pedro II e o trecho Vila Prudente - Parque Dom Pedro II. O sistema funciona diariamente, das 4h00 às 0h00.
Sendo um levantamento, divulgado na imprensa em janeiro de 2015, 1 em cada 6 linhas de ônibus está superlotada. Especificamente, 161 das 926 linhas básicas levam mais de 6 passageiros por metro quadrado, baseado em uma estimativa de quantos usuários vão de pé nos horários de pico (índice chamado "performance operacional").

## Projetos ferroviários
Embora as ferrovias sejam subutilizadas no Brasil, há um projeto para construir um serviço trens de alta velocidade que ligaria as duas principais cidades do Brasil, São Paulo e Rio de Janeiro. Os trens chegariam a velocidade de 280 quilômetros por a hora (o desengate duraria aproximadamente 1 hora e 30 minutos). Este projeto específico ainda está esperando um anúncio oficial pelo governo brasileiro, que está tentando obter o financiamento internacional com uma parceria público-privada.
Outro projeto importante é o "Expresso Bandeirantes", que é um serviço de trilho de média velocidade (aproximadamente 160 km/h) de São Paulo a Campinas, que reduziria o tempo da viagem das atuais uma hora e meia de carro para aproximadamente 50 minutos, ligando as cidades de São Paulo, Jundiaí e Campinas. Este serviço seria conectado ao serviço de trens entre o centro da cidade de São Paulo e o aeroporto de Guarulhos.
Por fim, há um projeto de trens de média distância criado na gestão de Geraldo Alckmin denominado "Trens Intercidades". Esse projeto propõe reativar quatro trechos de antigas ferrovias paulistas para passageiros, todas partindo da capital: para Santos, Americana (com parada em Campinas), Sorocaba e São José dos Campos. Atualmente, a gestão de João Doria busca viabilizar o trecho São Paulo—Campinas (com futura extensão para Americana) por meio de uma concessão para a iniciativa privada do referido percurso junto da linha 7—Rubi da CPTM. A execução do trajeto até Sorocaba com a concessão das linhas 8—Diamante e 9—Esmeralda, também da CPTM, ficará a cargo do Governo do Estado caso ele decida por realizá-lo no futuro. Se a construção for feita, a concessionária será obrigada por contrato a operar e manter o trecho, conforme a minuta do contrato, capítulo II, cláusula 5a, seção 5.4.
No governo de Tarcísio de Freitas, o projeto do Trem Intercidades ganhou força, com o trecho do TIC Eixo Norte, para Campinas sendo leiloado.

## Sistema hidroviário
Na zona sul da capital paulista, há o projeto para implementação de um transporte público hidroviário, denominado de Aquático SP, na Represa Billings, interligando a região do Grajaú à região do Cantinho do Céu. A previsão para inauguração é em 2024.